# 維斯島

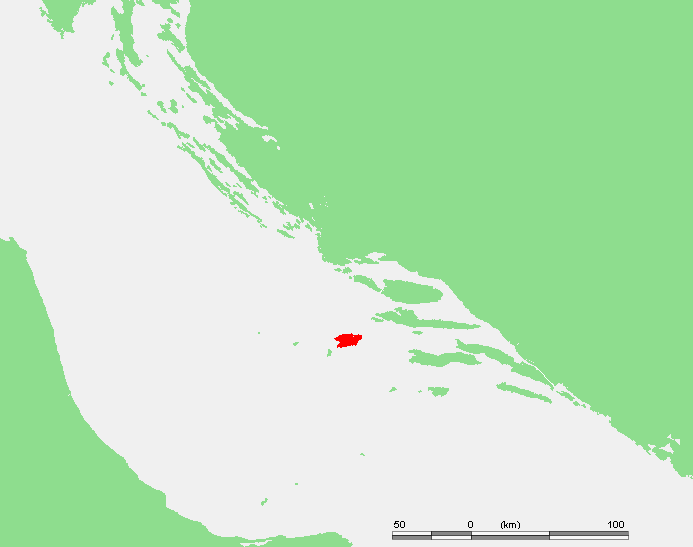
維斯島的位置

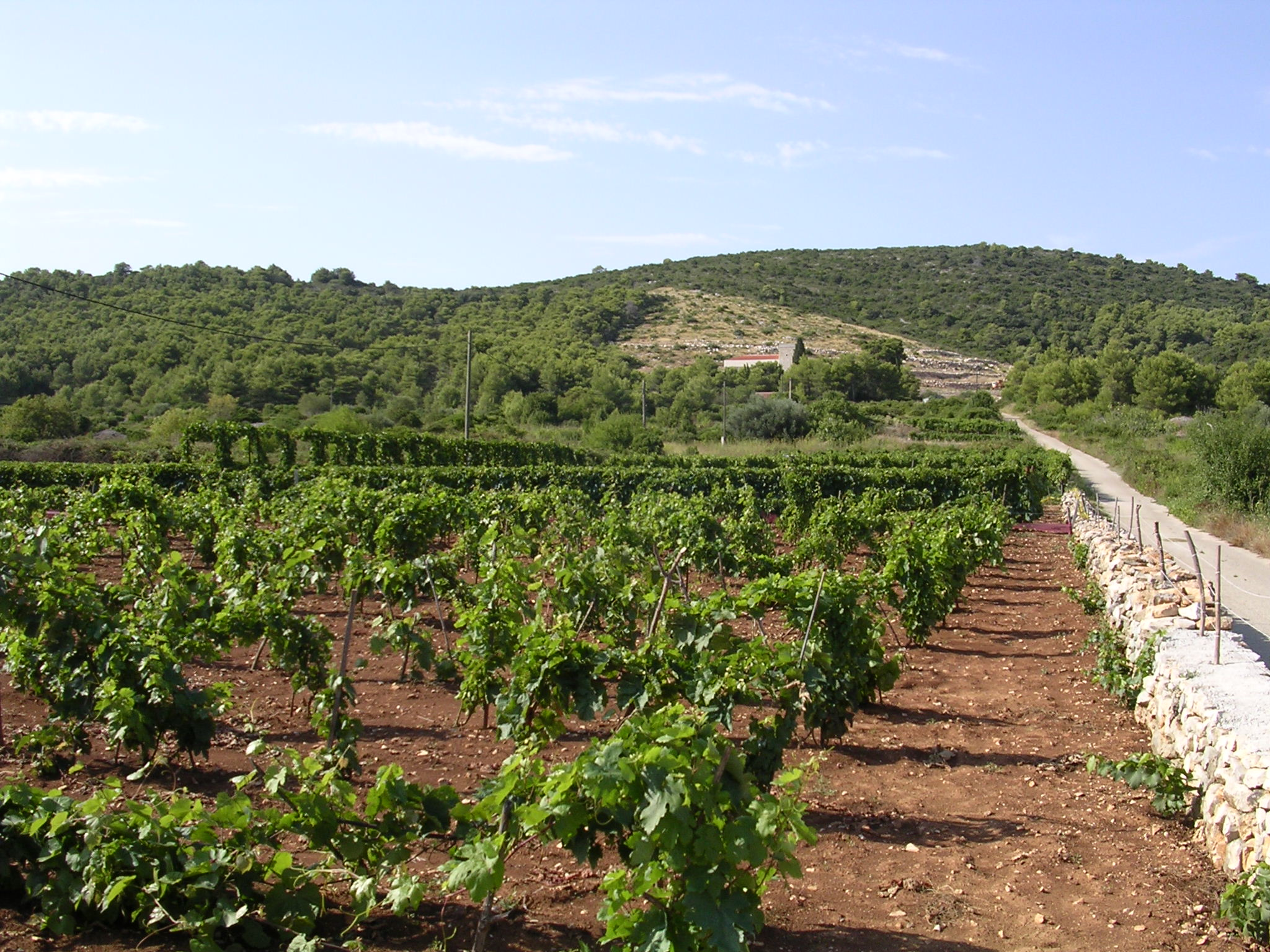
島上的葡萄园

維斯島（克羅埃西亞語：Vis；希臘語：Issa；義大利語：Lissa）是克羅埃西亞的一個島嶼。位於亞德里亞海之中。是距離克羅埃西亞本土最遠的島嶼之一。面積90.26平方平方公里，人口3617（2001年人口普查）。島上最大城市是維斯，有人口1960。